# They Sure Don't Make Basketball Shorts Like They Used To
They Sure Don't Make Basketball Shorts Like They Used To è un album autoprodotto del gruppo statunitense Hoobastank, che all'epoca si chiamava ancora "Hoobustank". È ancora un album appartenente al genere ska punk, caratterizzato da un ampio uso del sassofono.

## Tracce
1. Earthsick – 3:50
2. Foot In Your Mouth – 3:14
3. Karma Patrol – 3:28
4. Stuck Without a Voice – 3:32
5. Can I Buy You a Drink – 3:55
6. Naked Jock Man – 3:26
7. Our Song – 4:02
8. The Mirror – 3:42
9. Educated Fool – 3:49
10. The Dance that Broke My Jaw – 9:04

## Formazione
- Doug Robb - voce
- Dan Estrin - chitarra
- Markku Lappalainen - basso
- Chris Hesse - batteria
- Jeremy Wasser - sassofono tenore
- Derek Kwan - sassfoono tenore